# Valery Kobzarenko
Valery Kobzarenko, né le 5 février 1977 à Kiev, est un coureur cycliste ukrainien. Il passe professionnel en 2004 dans l'équipe Acqua & Sapone-Caffè Mokambo.

## Palmarès
- 1996
  - Tour de Ribas
- 1997
  - 2e du Tour de Ribas
- 2000
  - 3e du championnat d'Ukraine sur route
- 2002
  - 3e de La Ciociarissima
- 2003
  - 3e des Paths of King Nikola
- 2006
  - Tour de Beauce :
    - Classement général
    - 1re étape
- 2008
  - Tour de Somerville
- 2010
  - 2e du Tour du Maroc
  - 3e du Tour de Ribas
- 2013
  - Prologue du Sibiu Cycling Tour (contre-la-montre par équipes)

## Classements mondiaux
| Année            | 2005 | 2006 | 2007 | 2008 | 2009 | 2010 | 2011 | 2012 | 2013  |
| ---------------- | ---- | ---- | ---- | ---- | ---- | ---- | ---- | ---- | ----- |
| UCI Europe Tour  | 940e | 723e | 765e |      |      |      |      |      | 1141e |
| UCI America Tour |      | 20e  | 140e | 146e |      | 159e |      |      |       |
| UCI Asia Tour    |      |      | 269e |      |      |      |      |      |       |
| UCI Africa Tour  |      |      |      |      | 41e  |      |      |      |       |